# Maszljanyinói járás

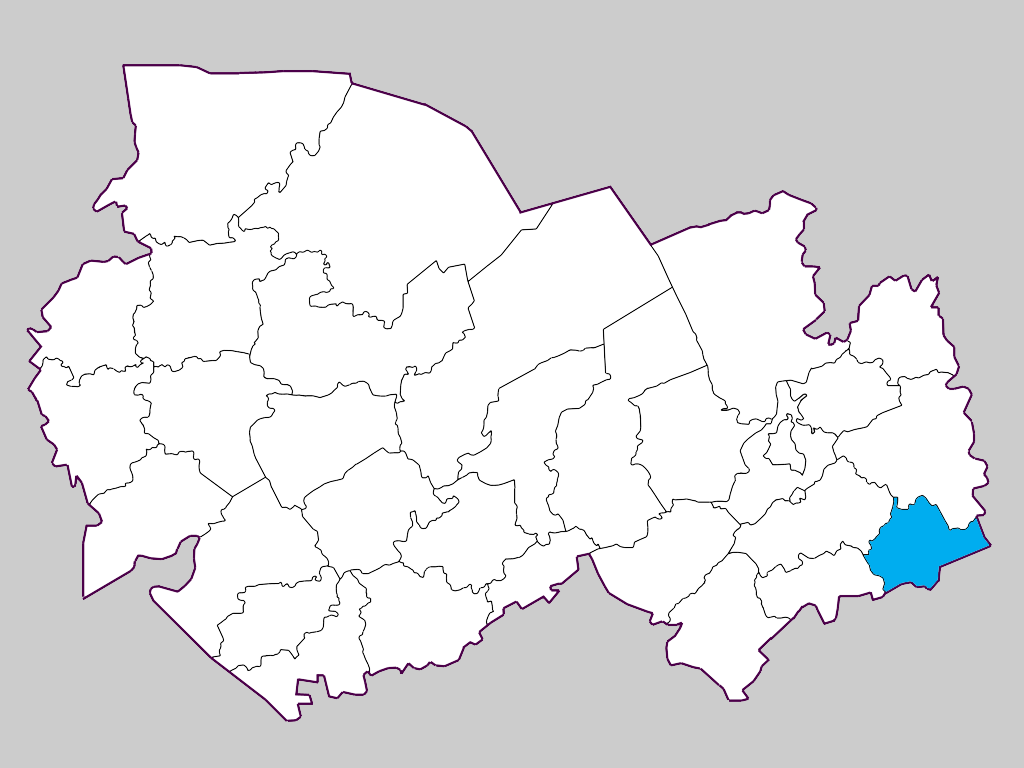
A Maszljanyinói járás a Novoszibirszki területen

A Maszljanyinói járás (oroszul Маслянинский район) Oroszország egyik járása a Novoszibirszki területen. Székhelye Maszljanyino.

## Népesség
- 1989-ben 26 421 lakosa volt.
- 2002-ben 27 196 lakosa volt.
- 2010-ben 24 438 lakosa volt, melyből 23 044 orosz (94,9%), 643 német (2,7%), 136 ukrán (0,6%), 102 csuvas (0,4%), 55 tatár (0,2%), 52 üzbég (0,2%), 34 fehérorosz, 26 ingus, 16 tadzsik, 14 baskír, 14 moldáv, 11 udmurt, 10 örmény stb.